# Belo Selo
Belo Selo est une localité de Croatie située dans la municipalité de Fužine, comitat de Primorje-Gorski Kotar. En 2001, la localité comptait 68 habitants.

## Démographie
| 1948 | 1953 | 1961 | 1971 | 1981 | 1991 | 2001 |
| ---- | ---- | ---- | ---- | ---- | ---- | ---- |
| 139  | 153  | 170  | 153  | 113  | 141  | 68   |